# Bourgeoisie foraine
La bourgeoisie foraine est la qualité de bourgeoisie qui est reconnue à un habitant qui demeure en dehors du bourg, en dehors des fortifications de la cité. La « bourgeoisie », dans son sens premier, est le fait d'être citoyen de villes reconnues comme telles par des chartes urbaines, et de bénéficier des privilèges accordés, ce qui supposait d'y habiter. L'adjectif « forain » vient du mot latin foris qui signifie « en dehors », « à l'extérieur ». 

## En Belgique
La bourgeoisie foraine est directement soumise à la juridiction des échevins de la ville. La bourgeoisie foraine n'a aucune relation avec l'idée de foire. Attribuer la qualité de « bourgeois forain » permet à la ville d'étendre son pouvoir, sa juridiction. Néanmoins, la bourgeoisie foraine était soumise à des taxes annuelles.
À la suite de l'Ordonnance du 2 février 1448, quatre francs-bourgs (Quesnoy, Bavay, Ath, Bouchain) prennent place dans le pays de Hainaut. Il reste tout de même rare de trouver une bourgeoisie foraine dans les grandes villes.
Léo Verriest, archiviste, docteur spécial en histoire et professeur belge, y a consacré une étude approfondie. Un de ses articles, « La bourgeoisie foraine à Ath », publié dans les Annales du Cercle royal archéologique d'Ath nous renseigne sur la bourgeoisie foraine de l'époque. Le professeur Philippe Godding en a fait de même pour Bruxelles.

## En France
Le statut de statut de bourgeois du roi permet dans certaines provinces à des personnes demeurant hors des villes de bénéficier de la bourgeoisie.